# Kim Kashkashian
Kim Kashkashian (Detroit (Michigan), 31 augustus 1952) is een Amerikaanse altvioliste van Armeense afkomst.

## Opleiding
Kashkashian studeerde bij Walter Trampler en Karen Tuttle aan het Peabody Conservatory of Music.

## Activiteiten

### Solist
Kashkashian werkt intensief samen met componisten zoals Sofia Goebaidoelina, Krzysztof Penderecki, Gia Kantsjeli, György Kurtág, Tigran Mansurian, Arvo Pärt en Peter Eötvös, hetgeen tot resultaat heeft gehad dat het moderne oeuvre voor altviool enorm is gegroeid. 
Op 3 februari 2007 voerde Kim Kashkashian met het Amsterdam Sinfonietta in Muziekcentrum Vredenburg te Utrecht de wereldpremière uit van het stuk Neharot, neharot van Betty Olivero.

### Pedagoge
In 2006 is zij muziekdocent aan het New England Conservatory of Music in Boston. Daarvoor doceerde zijn aan de Universiteit van Indiana en aan conservatoria in Freiburg en Berlijn.

### CD-opnames
Kashkashian heeft meer dan 30 cd-opnames gemaakt met zowel klassieke als eigentijdse muziek. Onder andere voerde ze in 1994 de drie sonates voor Viola da Gamba van J.S. Bach uit, waarbij Keith Jarrett de klavecimbelpartij verzorgde.

## Prijzen en onderscheidingen
Zij won in 1980 de tweede prijs in de Lionel Tertis Competition en in hetzelfde jaar de ARD Competition in München. In 1999 evenals in 2003 won zij met haar cd met werken van Luciano Berio een Edison Music Award, en 2000 de Prijs van Cannes voor kamermuziek. 
- Bibsys: 1045725
- Biblioteca Nacional de España: XX1548957
- Bibliothèque nationale de France: cb138958665 (data)
- CiNii: DA04086857
- Gemeinsame Normdatei: 131933337
- International Standard Name Identifier: 0000 0001 1476 5838
- Library of Congress Control Number: n79038870
- Nationale Bibliotheek van Letland: 000117411
- MusicBrainz: fa870f84-178c-4533-9fed-4f034d69e7e8
- Nationale Bibliotheek van Tsjechië: xx0031276
- Nationale bibliotheek van Australië: 35807894
- Nationale Bibliotheek van Israël: 987007434769305171
- Nationale Bibliotheek van Polen: a0000001275831
- Nationale en Universitaire bibliotheek Zagreb: 000593714
- Nederlandse Thesaurus van Auteursnamen: 070619409
- Réseau des bibliothèques de Suisse occidentale: 02-A003443609
- SNAC: w6gq7tcx
- Système universitaire de documentation: 080786197
- Trove: 1096617
- Virtual International Authority File: 85492392
- WorldCat: E39PBJvHfGjq7Cr9Pq3RrvFFrq